# Undibacterium macrobrachii
Undibacterium macrobrachii es una bacteria gramnegativa del género Undibacterium. Fue descrita en el año 2014. Su etimología hace referencia a la especie de camarón Macrobrachium.

## Características
La bacteria es un organismo aerobio y móvil, catalasa negativa y oxidasa positiva, tiene un tamaño de 0,3-0,5 μm de ancho por 1,4-2 μm de largo. En su crecimiento forma colonias circulares, lisas, convexas, de color amarillo claro y con márgenes enteros en agar R2A tras 72 horas de incubación. Contiene gránulos de poli-hidroxibutirato. Su temperatura de crecimiento se encuentra entre 10-37 °C, siendo óptima de 20-30 °C. Es sensible a tetraciclina, sulfametoxazol, rifampicina, novobiocina, estreptomicina, cloranfenicol, ácido nalidíxico, penicilina, ampicilina, gentamicina y kanamicina. Tiene un contenido de G+C de 47,7%. Se ha aislado de un estanque de cultivo de camarones en Taiwán. 